# Nuštar
Nuštar – wieś w Chorwacji, w żupanii vukowarsko-srijemskiej, w gminie Nuštar. W 2011 roku liczyła 3665 mieszkańców.